# Copa Governador do Estado da Bahia 2009
In 2009 werd de eerste editie van de Copa Governador do Estado da Bahia gespeeld voor voetbalclubs uit de Braziliaanse staat Bahia De competitie werd georganiseerd door de FBF en werd gespeeld van 29 september tot 26 november. Fluminense de Feira werd kampioen en mocht daardoor deelnemen aan de Série D 2010. 

## Eerste fase

### Eerste fase

#### Groep 1
| Plaats | Club                 | Wed. | W | G | V | Saldo | Ptn. |
| ------ | -------------------- | ---- | - | - | - | ----- | ---- |
| 1.     | Vitória da Conquista | 6    | 3 | 1 | 2 | 9:7   | 10   |
| 2.     | Bahia de Feira       | 6    | 2 | 3 | 1 | 5:4   | 9    |
| 3.     | Bahia B              | 6    | 2 | 2 | 2 | 12:13 | 8    |

|  | Geplaatst voor tweede fase |

#### Groep 2
| Plaats | Club                | Wed. | W | G | V | Saldo | Ptn. |
| ------ | ------------------- | ---- | - | - | - | ----- | ---- |
| 1.     | Fluminense de Feira | 6    | 4 | 1 | 1 | 11:6  | 13   |
| 2.     | Itabuna             | 6    | 1 | 2 | 3 | 9:11  | 5    |
| 3.     | Vitória B           | 6    | 0 | 3 | 3 | 4:9   | 3    |

|  | Geplaatst voor tweede fase |

## Tweede fase
In geval van gelijkspel worden er strafschoppen genomen, tussen haakjes weergegeven.
|  | halve finale         | halve finale | halve finale | halve finale |  |                      | finale | finale | finale | finale |
|  |                      |              |              |              |  |                      |        |        |        |        |
|  |                      |              |              |              |  |                      |        |        |        |        |
|  | Bahia de Feira       | 1            | 0            | 1            |  |                      |        |        |        |        |
|  | Vitória da Conquista | 1            | 2            | 3            |  |                      |        |        |        |        |
|  |                      |              |              |              |  | Vitória da Conquista | 0      | 1      | 1      |        |
|  |                      |              |              |              |  | Fluminense de Feira  | 0      | 2      | 2      |        |
|  | Itabuna              | 0            | 1            | 1            |  |                      |        |        |        |        |
|  | Fluminense de Feira  | 2            | 0            | 2            |  |                      |        |        |        |        |

Details finale
|                   |                      |       |                     |                                                    |
| 22 november 16:00 | Vitória da Conquista | 0 – 0 | Fluminense de Feira | Lomantão, Vitória da Conquista Toeschouwers: 1.179 |
| 22 november 16:00 |                      |       |                     | Lomantão, Vitória da Conquista Toeschouwers: 1.179 |

|                   |                        |       |                      |                                                        |
| 26 november 22:30 | Fluminense de Feira    | 2 – 1 | Vitória da Conquista | Joia da Princesa, Feira de Santana Toeschouwers: 3.050 |
| 26 november 22:30 | Jalnir 25' Sadrack 32' |       | 27' Bráz             | Joia da Princesa, Feira de Santana Toeschouwers: 3.050 |

## Kampioen
| Copa Governador do Estado da Bahia de 2009 |
| Feira de Santana                           |
| ------------------------------------------ |
| FLUMINENSE DE FEIRA Kampioen (1° titel)    |